# Ida Hallgren
Ida Hallgren, född 30 mars 1978 i Östra Eds församling, Östergötlands län, är en svensk filosof och psykolog.
Ida Hallgren är legitimerad psykolog sedan 2009. År 2011 blev hon antagen som doktorand i praktisk filosofi vid Göteborgs universitet. Hennes forskning är inriktad mot moralfilosofi.
Som filosof har hon bland annat figurerat i Sveriges Radio P1 under flera års tid. Hallgren utövar filosofisk praxis i form av kurser och föreläsningar i flera utomakademiska sammanhang, ofta med fokus på fördelar med negativt tänkande.